# Osmanabad (dystrykt)
Osmanabad (dystrykt) (marathi  उस्मानाबाद जिल्हा, ang. Osmanabad district) – jest jednym z trzydziestu pięciu dystryktów indyjskiego stanu Maharasztra.
Zajmuje powierzchnię 7569 km².

## Położenie
Położony jest w południowej części tego stanu. Graniczy z dystryktami: od południa i zachodu z Solapur, od  północy z Ahmednagar i Beed, od wschodu z Latur, a na południowym wschodzie ze stanem Karnataka.
Stolicą dystryktu jest miasto Osmanabad.

## Rzeki
Rzeki przepływające przez obszar dystryktu :
- Banganga
- Benithora
- Bhogawati
- Bori
- Chandni
- Harni
- Manjara
- Sina
- Terna